# Johann Georg Tralles
Johann Georg Tralles, född 15 oktober 1763 i Hamburg, död 19 november 1822 i London, var en tysk fysiker. 
Tralles blev professor i fysik och matematik i Bern 1785 och i matematik vid Berlins universitet 1810. Han är bekant genom konstruktionen av en alkoholometer och skriften Untersuchung über die spezielle Gewichte der Mischungen aus Alkohol und Wasser (1812).
En månkrater har uppkallats efter Tralles.